# ダリドレキサント

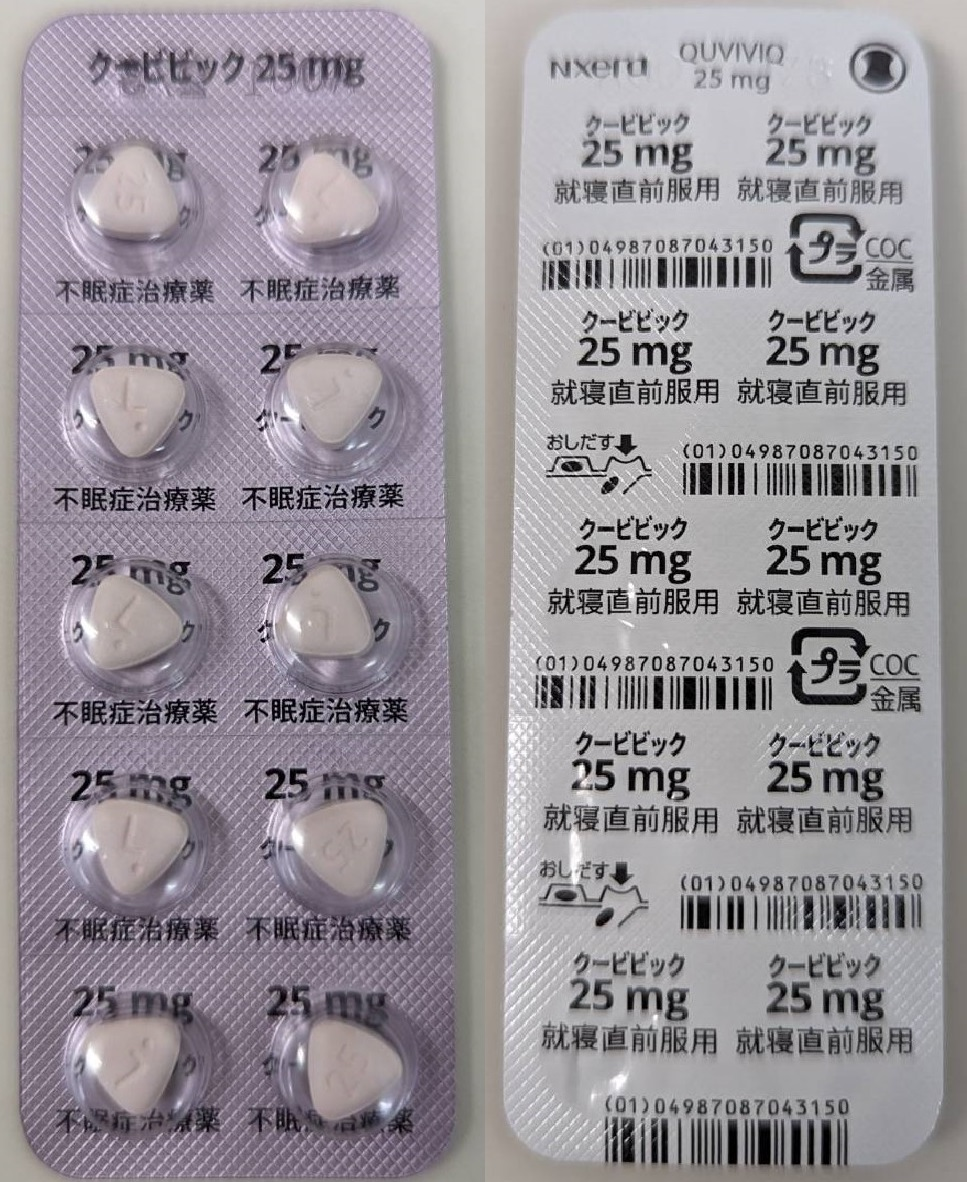
オレキシン受容体拮抗薬の睡眠薬「ダリドレキサント25mg」のブリスターパック

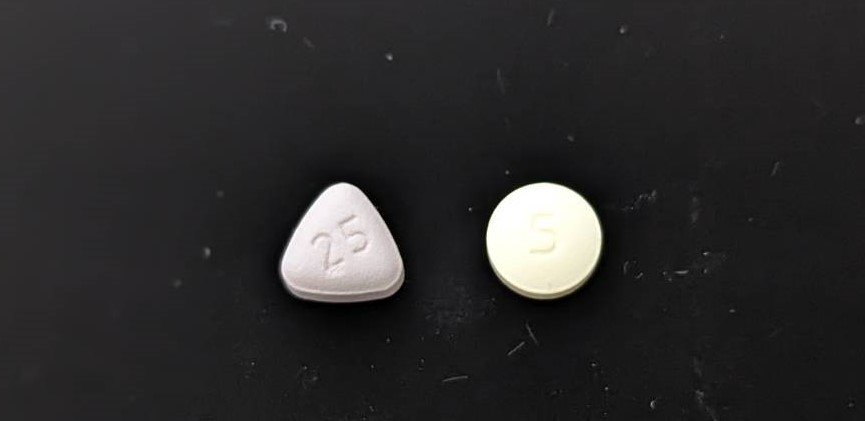
左：クービビック、右：デエビゴ　クービビックの錠剤は、落下時の転がり防止を目的として三角形の形状をしている。

ダリドレキサント（英: Daridorexant）は、スイスの製薬会社イドルシアが開発したオレキシン受容体拮抗薬に分類される不眠症に対する効能・効果を有する睡眠薬である。商品名はクービビック。
投与経路は経口投与。ダリドレキサントの副作用には、頭痛、傾眠、倦怠感などが報告されている。ダリドレキサントはデュアルオレキシン受容体拮抗薬(DORA) であり、オレキシン受容体OX1およびOX2の両受容体を拮抗する。ダリドレキサントの半減期は 8時間と比較的短い。ベンゾジアゼピン、非ベンゾジアゼピン系とは異なるGABAA受容体を介さない作用機序を持つ。
2022年1月、アメリカ合衆国で医療使用が承認され 、2022年5月に処方開始となった。日本においては、2024年9月に製造販売承認を取得、同年12月に発売された。臨床試験時の開発コードは ACT-541468。

## 医療用途
ダリドレキサントは、 入眠困難および中途覚醒の成人の睡眠障害に利用される 。臨床試験では入眠潜時 (LPS)、中途覚醒 (WASO)、合計睡眠時間 (TST) を大幅に改善した。具体的には25~50mgの用量で、プラセボと比較して、LPS は6～12 分減少し、WASOは10～23分減少し、TSTは10～22分増加した。ダリドレキサントは、50 mgの用量で日中の活動量などの機能が改善されることが証明されており、夜間の不眠症状だけでなく、日中の機能改善が示された初めての睡眠薬となった。

### 特徴
動物実験では、ダリドレキサントなどのオレキシン受容体拮抗薬は、他の鎮静剤や催眠剤と比べて耐性をほとんど引き起こさないことが示唆されている。ダリドレキサントは動物実験および臨床試験での結果によると使用中止による離脱や依存の兆候を示さず、反跳性不眠を起こさない。

## 副作用
ダリドレキサントの副作用には、頭痛 (25mg: 6% vs. 50mg :7% vs. プラセボ:5% )、傾眠または疲労 (25mg:6% vs. 50mg:7%)、めまい (25mg:2% vs. 50mg:3% vs. プラセボ:2%)、吐き気 (25mg:0% vs. 50mg:3% vs. プラセボ:2%)。

### 過量服薬
ダリドレキサントの過剰摂取に関する臨床経験は限られている。最大推奨用量の4倍までの用量で薬剤を過剰摂取すると、傾眠、筋力低下、カタレプシー様の症状、睡眠麻痺、注意障害、疲労、頭痛、便秘などの副作用が生じる可能性が示唆されている。ダリドレキサントの過剰摂取に対する特異的な解毒剤は存在しない。

## 薬物動態

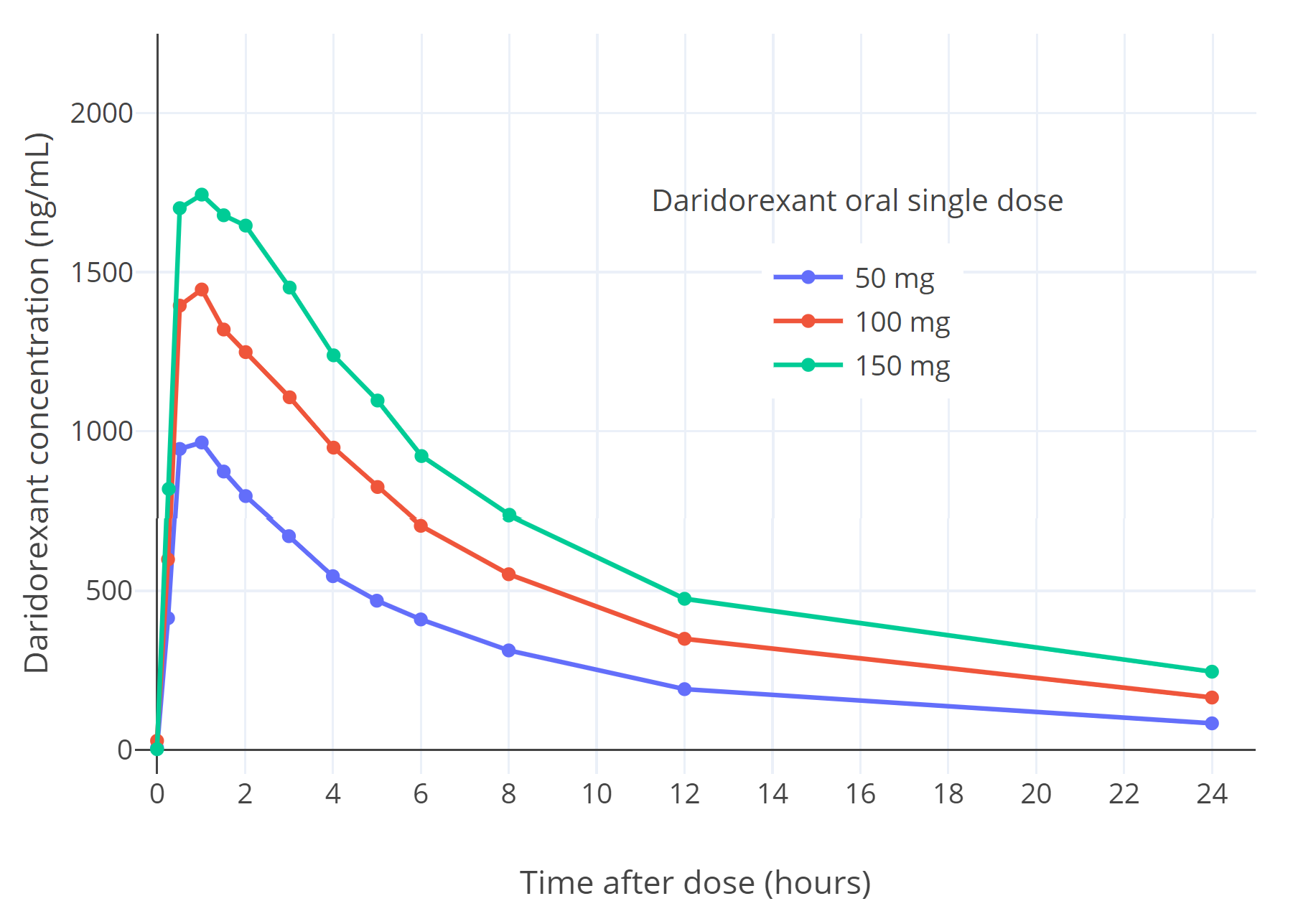
健康な患者に対するダリドレキサント50～150mgの単回経口投与後のダリドレキサント濃度

ダリドレキサントの絶対的バイオアベイラビリティは62%。投与後1～2時間以内にピーク濃度に達し、食品はピークまでの時間を 1.3 ～ 2時間延長する。

## 歴史
ダリドレキサントは、2013年に特許を取得し、 2017年に科学文献に初めて記載された。2022年1月にアメリカで医療使用が承認された。 2022年2月24日、欧州医薬品庁（EMA）の人間用医薬品委員会（CHMP）は肯定的な意見を採択し、ダリドレキサントの販売承認の付与を推奨した。
2022年4月29日、ダリドレキサントは欧州連合での使用を認可され、欧州連合で使用可能になった最初のオレキシン受容体拮抗薬となった。

## 日本における販売
- 2019年
  - 12月 - ダリドレキサントを開発するイドルシアは持田製薬と不眠症治療薬の共同開発・販売に関するライセンス契約を締結した[33]。
- 2022年
  - 10月3日 - イドルシアは日本国内で実施した無作為化二重盲検プラセボ対照第３相試験で、主要評価項目及び副次的評価項目とも「目的を達成した」と発表した[34][35]。
- 2023年
  - 7月20日 - イドルシアが、日本と韓国法人の全株式を売却、ダリドレキサントを含むイドルシアのアジアパシフィック（APAC）事業をネクセラファーマ（旧社名：そーせいグループ）に650億円で譲渡した[36][37]。
  - 10月31日 - イドルシア ジャパンが厚生労働省に対して製造販売承認申請[38]。
  - 11月1日 - 塩野義製薬と持田製薬が販売提携契約締結。日本におけるマーケティング活動は塩野義製薬と持田製薬が行うことになった[39]。
- 2024年
  - 8月26日 - 厚生労働省の薬事審議会・医薬品第一部会が承認を了承[40]。
  - 9月24日 - 厚生労働省が製造販売を承認[22]。
  - 10月1日 - 塩野義製薬が、ネクセラファーマとの間で、日本における販売提携契約を締結したと発表した[41][42]。持田製薬、ネクセラファーマジャパン、塩野義製薬の3社でダリドレキサントを販売する予定であったが、事業スキームを変更し、塩野義製薬が単独で流通と販売活動を行うことなった[41][42]。ダリドレキサントの製造販売元はネクセラファーマジャパンで、持田製薬の子会社「持田製薬工場」が独占的に製造するとした[41][42]。
  - 11月20日 - 薬価収載[43]。薬価収載時の薬価：25mg1錠 :53.70円 /50mg1錠90.80円（１日薬価：90.80円） [43]。
  - 12月19日 - 発売[23]。

### 第3相臨床試験（ID-078A304試験）
- 方法

不眠症患者490人例、18歳以上でBMI30㎏/m2未満の男女を対象に行われた。試験はスクリーニング期（7～18日）プラセボrun-in期（14日～20日間）、二重盲検期（28日間）、プラセボrun-out期（7日間）、フォローアップ期（23日間）で構成された。プラセボrun-in期のあと、ダリドレキサント25mg群、50㎎群、プラセボ群に1:1:1で無作為に割付け、二重盲検下で1日1回就寝前に4週間投与した。その後、単盲検にてプラセボを1日1回就寝前に7日間投与した。
- 結果

ダリドレキサント50mg投与群は、プラセボ群と比較して主観的総睡眠時間を最小二乗平均で20.3分延長し、主観的入眠潜時を同差で10.7分短縮した（いずれもP<0.001）。
ダリドレキサントは総睡眠時間（TST）の 28 日目におけるベースラインからの変化をプラセボに比べ有意に改善させた（50mgでP<0.001、25mgでP=0.042）。
ダリドレキサントは睡眠潜時（sLSO）の28日目におけるベースラインからの低下をプラセボに比べ有意に改善した（50mgでP<0.001、25mgでP=0.006）。
有害事象の発現割合は、ダリドレキサント50mg群で23.5％、25mg群で22.7％、プラセボ群で24.4％で、ダリドレキサントのいずれの投与群もプラセボと同程度だった。ダリドレキサント投与中止によるリバウンドや離脱症状も認めなかった。

## 論文
- 第Ⅰ/Ⅱ相臨床試験結果： “Pharmacokinetics, safety, and efficacy of daridorexant in Japanese subjects: Results from phase 1 and 2 studies”. 2024年8月23日閲覧。 Journal of Sleep Research Published:  08 August 2024
- 第Ⅲ相臨床試験結果： “Daridorexant in Japanese patients with insomnia disorder: A phase 3, randomized, double-blind, placebo-controlled study”. 2024年8月23日閲覧。 Sleep Medicine Published  October 2024
- 長期投与試験結果： “Long-term safety and efficacy of daridorexant in Japanese patients with insomnia disorder”. 2024年8月23日閲覧。  Sleep Medicine Published  October 2024 Published October 2024